# فاز زمینه
فاز زمینه، فازی پیوسته‌است که به‌طور کامل اطراف فاز تقویت کننده در کامپوزیت را احاطه کند. یکی از روش‌های طبقه‌بندی کامپوزیت‌ها بر پایهٔ نوع فاز زمینهٔ آنهاست که نقش تعیین‌کننده‌ای در خواص مکانیکی دارد.